# Joana Vasconcelos (piragüista)
Joana Sofia Barbosa Vasconcelos (Oporto, 22 de febrero de 1991) es una deportista portuguesa que compite en piragüismo en la modalidad de aguas tranquilas. Ganó tres medallas en el Campeonato Europeo de Piragüismo entre los años 2012 y 2018.

## Palmarés internacional
| Campeonato Europeo | Campeonato Europeo | Campeonato Europeo | Campeonato Europeo |
| Año                | Lugar              | Medalla            | Competición        |
| ------------------ | ------------------ | ------------------ | ------------------ |
| 2012               | Zagreb (Croacia)   | Medalla de bronce  | K2 200 m           |
| 2017               | Plovdiv (Bulgaria) | Medalla de plata   | K2 200 m           |
| 2018               | Belgrado (Serbia)  | Medalla de oro     | K2 200 m           |